# Luci Canuleu
Luci Canuleu (en llatí Lucius Canuleus) va ser un publicà o negociant romà del segle i aC. Formava part de la gens Canúlia, una gens romana d'origen plebeu.
Va participar en negocis d'importació i exportació a Siracusa, a Sicília, invertia els diners en terrenys agrícoles i es va aprofitar del corrupte govern de Verres a l'illa els anys 73 aC-71 aC.